# Aragnan Blanc
Aragnan Blanc (auch: Araignan blanc) ist eine Weißweinsorte. Sie ist laut dem Ampelographen Victor Pulliat eine autochthone Sorte aus der Gegend um die Gemeinde Villelaure im Département Vaucluse. Trotz geringfügiger Unterschiede vermutet Pierre Galet, dass die Sorte wahrscheinlich mit der Sorte Oeillade Blanche identisch ist.
Die spätreifende Sorte gehört in keiner Appellation Frankreichs zu den zum Anbau empfohlenen Sorten, ist aber gleichwohl in der Appellation Palette bei Aix-en-Provence zugelassen. Sortenreine Weißweine werden nicht angeboten.
Synonym: Araignan Blanc
Siehe auch den Artikel Weinbau in Frankreich sowie die Liste von Rebsorten.

## Ampelographische Sortenmerkmale
In der Ampelographie wird der Habitus folgendermaßen beschrieben:
- Die Triebspitze ist offen. Sie ist weißlich-wollig behaart, mit leicht karminrotem Anflug. Die Jungblätter sind anfangs dichtwollig behaart um danach nur noch leichtwollig behaart und glänzend zu sein. Die Jungblätter sind bronzefarben gefleckt (Anthocyanflecken).
- Die kleinen Blätter sind nur schwach fünflappig gebuchtet (siehe auch den Artikel Blattform). Die Stielbucht ist ovalförmig geschlossen. Das Blatt ist stumpf gezahnt. Die Zähne sind im Vergleich der Rebsorten groß. Die Blattoberfläche (auch Spreite genannt) ist lediglich im Bereich der Stielbucht blasig derb.
- Die mittelgroße Traube ist konisch bis walzenförmig, geschultert und lockerbeerig. Die ovalen Beeren sind mittelgroß und von grüngelber Farbe.

Aragnan Blanc reift ungefähr 15 Tage nach der Sorte Gutedel und gilt somit im internationalen Vergleich noch als früh reifend. Sie ist eine Varietät der Edlen Weinrebe (Vitis vinifera). 